# Sorex maritimensis
Sorex maritimensis is een zoogdier uit de familie van de spitsmuizen (Soricidae). De wetenschappelijke naam van de soort werd voor het eerst geldig gepubliceerd door Smith in 1939.

## Voorkomen
De soort komt voor in Canada.